# Arcabit
Arcabit – oprogramowanie antywirusowe i zabezpieczające stworzone przez polską firmę ArcaBit Sp. z o.o. z Warszawy.

## Programy
- Arcabit AntiVirus – skaner plików, poczty, przeglądarki, rejestru, autorska technologia Arcabit – SafeStorage, narzędzia dodatkowe. Na komputery stacjonarne i laptopy z wyłączeniem systemów serwerowych oraz mobilnych.
- Arcabit Internet Security – możliwości Arcabit AntiVirus rozszerzone o filtr antyspamowy, zaporę sieciową, kontrolę rodzicielską i kontrolę urządzeń USB. Na komputery stacjonarne i laptopy z wyłączeniem systemów serwerowych oraz mobilnych.
- Arcabit Endpoint AntiVirus – możliwości Arcabit AntiVirus, konsola administratora, ochrona systemów serwerowych i urządzeń mobilnych.
- Arcabit Endpoint Security – możliwości Arcabit Internet Security, konsola administratora, ochrona systemów serwerowych i urządzeń mobilnych.

## Pakiety specjalne
- Arcabit Home Security – pakiet stworzony przede wszystkim z myślą o użytkownikach indywidualnych i małych firmach. Chroni jednocześnie komputery stacjonarne, laptopy oraz urządzenia mobilne.
- Arcabit Bezpieczna Szkoła – licencja specjalna dla szkół oraz placówek oświatowo-wychowawczych. Chroni komputery stacjonarne, laptopy, systemy serwerowe oraz urządzenia mobilne.

## SafeStorage
Od 2015 roku wszystkie wersje produktów Arcabit wyposażone są w nowatorską funkcję SafeStorage umożliwiającą ochronę ważnych danych (różnego rodzaju dokumentów, plików graficznych, baz danych, arkuszy itp.) przed ich niepożądaną modyfikacją, zaszyfrowaniem, zniszczeniem lub usunięciem przez szkodliwe oprogramowanie czy na skutek przypadkowego działania użytkownika. SafeStorage przechowuje oryginalną zawartość dokumentów, zdjęć i innych ważnych plików użytkownika, niezależnie od tego, w jaki sposób są modyfikowane lub usuwane.